# Internet au Canada

Évolution du nombre d'adresses IPv4 allouées au Canada entre 1990 et 2010

Au Canada, l'Autorité canadienne pour les enregistrements Internet (ACEI) est responsable de la gestion des noms de domaine .ca. Il s'agit d'une corporation sans but lucratif qui a enregistré à ce jour plus de 1 362 893 noms de domaine .ca.

## Statistiques
| Année | 2002  | 2003  | 2004  | 2005  | 2006  | 2007  | 2008  | 2009  | 2010  | 2011  | 2012  |
| %     | 61,59 | 64,20 | 65,96 | 71,66 | 72,40 | 73,20 | 76,70 | 80,30 | 80,30 | 83,00 | 86,77 |

## Accès Internet au Canada
Les fournisseurs d'accès Internet sont présents dans toutes les provinces et territoires canadiens. Les services sont offerts aux particuliers et aux entreprises. Le niveau de service à la clientèle, la rapidité et la qualité de la connexion, ainsi que les tarifs demandés varient d'un fournisseur à l'autre.

## Fournisseurs d'accès Internet par province

### Alberta
- CIK Telecom[2]
- Shaw Communications
- Teksavvy
- Telus

### Colombie-Britannique
- CIK Telecom[2]
- Shaw Communications
- Teksavvy
- Telus

### Île-du-Prince-Edouard
- Eastlink
- Rogers
- Teksavvy

### Manitoba
- CIK Telecom[2]
- Shaw Communications
- Teksavvy

### Nouveau-Brunswick
- Bell Aliant
- Rogers
- Teksavvy

### Nouvelle-Écosse
- Eastlink
- Rogers
- Teksavvy

### Ontario
- Bell Canada
- CIK Telecom[2]
- Cogeco
- Distributel
- Eastlink
- EBOX
- Teksavvy
- Transat Telecom
- Rogers Communications
- Shaw Communications

### Québec
Voici une liste non exhaustive des fournisseurs d'accès Internet qui offrent leurs services dans la province de Québec.
- Acanac
- Altima Telecom
- B2B2C
- Bell
- Bravo Telecom
- Câble Axion (Cogeco Connexion)
- CanNet Telecom
- CCAP Cable
- CIK Telecom
- Cogeco Connexion
- ColbaNet
- CoopTel
- DERYtelecom (Cogeco Connexion)
- Distributel
- EBOX
- IVC Telecom
- NetRevolution / Radioactif
- Oricom Internet
- oxio
- Rogers Communications
- Sogetel
- Teksavvy
- Telus
- Transat Telecom
- Vidéotron
- VIF Internet
- Vodalink Telecom
- Xplornet

### Saskatchewan
- CIK Telecom
- SaskTel

### Terre-Neuve-et-Labrador
- Eastlink
- Rogers

### Territoires-du-Nord-Ouest
- Northwestel

### Yukon
- Northwestel